# Marietta Piekenbrock

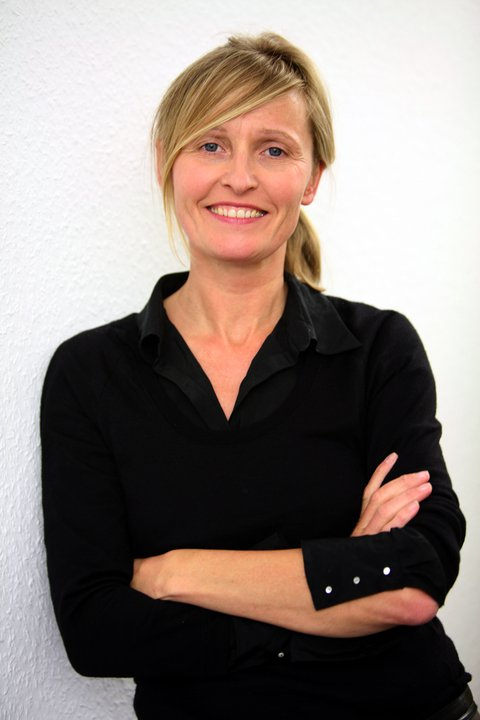
Marietta Piekenbrock (2013)

Marietta Piekenbrock (* 1964 in Westfalen) ist eine deutsche Kuratorin, Dramaturgin, Autorin und Kulturmanagerin.

## Werdegang
Marietta Piekenbrock studierte 1984 bis 1991 Theaterwissenschaften, Philosophie, Kunstgeschichte und Vergleichende Literaturwissenschaften in Aix-en-Provence, München und Paris. Ihre Magisterarbeit Marguerite Duras: Quel’qu’un qui parle, c’est une image beschreibt die französische Autorin und Regisseurin als Impulsgeberin für eine avancierte Ästhetik des Performativen. Während des Studiums arbeitete sie als Regieassistentin, Dramaturgin und Lektorin für das Bayerische Staatsschauspiel München.
In den folgenden Jahren verantwortete sie in Zusammenarbeit mit Theatern, Museen, Galerien, Archiven und Verlagen Übersetzungen, Ausstellungen, Installationen und Künstlerbücher. Sie war Mitautorin des Theaterlexikon. Personen. Von 2000 an arbeitete sie als freie Journalistin für verschiedene Tageszeitungen (Münchner Merkur, Frankfurter Rundschau) und Zeitschriften, ab 2003 als Theaterkritikerin für die Frankfurter Allgemeine Zeitung.
Von 2004 an arbeitete sie für die Ruhrtriennale als Programm- und Produktionsdramaturgin. 2007 wechselte sie in das Leitungsteam der RUHR.2010 – Kulturhauptstadt Europas als Programmleitung für Musik, Theater, Tanz und Performance. Sie organisierte die 2. Biennale Tanzausbildung, das Kooperationsprojekt der fünf Schauspielhäuser im Ruhrgebiet Odyssee-Europa, René Polleschs Die Ruhrtrilogie, Theater der Welt (Leitung: Frie Leysen), Rimini Protokoll Promethiade. Mit dem Dirigenten Steven Sloane konzipierte sie das Henze-Projekt, eine zwölfmonatige Retrospektive, in deren Verlauf Gisela!, Henzes letzte Oper uraufgeführt wurde. Weitere Projekte waren der Day of Song in der Veltins-Arena und die Aufführung von Gustav Mahlers Sinfonie der Tausend in der Kraftzentrale Duisburg. Heiner Goebbels engagierte sie 2011 als Leitende Dramaturgin für die Ruhrtriennale 2012–2014. Das von ihr konzipierte No Education-Programm der Ruhrtriennale 2012–2014 wurde für den BKM-Preis Kulturelle Bildung 2014 nominiert.
Von 2013 bis 2016 übernahm sie einen Lehrauftrag an der Universität Witten/Herdecke an der Fakultät für Kulturreflexion. 2015 berief sie Chris Dercon als Programmdirektorin an die Volksbühne Berlin, wo sie bis Ende der Spielzeit 2018 tätig war.
Seitdem entwickelt Marietta Piekenbrock internationale Kulturprojekte und berät Ministerien, Kulturinstitutionen, Künstlerinnen und Künstler im In- und Ausland. Für die Bewerbung Nürnbergs als Kulturhauptstadt Europas N2025 entwickelte sie Perspektiven zur Transformation des ehemaligen Reichsparteitagsgeländes in eine Universalbühne für Kultur und Kunst. Der geplante Neubau einer Spielstätte für die Staatstheater Nürnberg geht auf ihren Impuls "Doing Ground" zurück. 2021 initiierte und ko-kuratierte sie im Museum Folkwang, Essen, die interdisziplinäre Ausstellung „Global Groove. Tanz, Kunst, Performance und Protest“.
Marietta Piekenbrock lebt in Berlin und München. Seit 2017 ist sie mit dem Kunsthistoriker Mario von Lüttichau verheiratet und Mutter dreier erwachsener Kinder.

## Bücher, Kataloge, Essays (Auswahl)
- Therese Giehse 1898–1998 (Ausstellungskatalog Deutsches Theatermuseum München), München 1998, ISBN 3-9806164-0-1.
- Theaterlexikon. Autoren, Regisseure, Schauspieler, Dramaturgen, Bühnenbildner, Kritiker. Von C. Dössel und M. Piekenbrock, hg. von C. B. Sucher. München 1999, ISBN 3-423-03322-3.
- Theaterjahr Deutschland Österreich Schweiz. 36. Theatertreffen Berlin 1999, hg. von Berliner Festspiele, Deutsches Theatermuseum München, 3sat, Mainz, Goethe-Institut, Editorial und Redaktion Marietta Piekenbrock, München 1999, ISBN 3-7913-2137-4.
- © Oda Sternberg – Theaterfotografie – Dieter Dorn. Literaturhaus München in Zusammenarbeit mit dem Kulturreferat der Landeshauptstadt München, (Ausstellungskatalog Literaturhaus München), München 2001.
- Dichterhandschrift, hg. von E. Tworek und M. Piekenbrock (Ausstellungskatalog Literaturarchiv Monacensia), München 2004, ISBN 3-936738-08-4.
- Odyssee Europa. Sechs Schauspiele und eine Irrfahrt durch die Zwischenwelt, Theater, Theater. Aktuelle Stücke 2010, hg. von RUHR.2010, U.B. Carstensen und S. von Lieven. Frankfurt a. M. 2010, ISBN 978-3-596-18540-5.
- Stadt der Künste: Permanent Temporär. In: RUHR.2010. Die unmögliche Kulturhauptstadt. Chronik einer Metropole im Werden, hg. von RUHR.2010. Essen 2011, ISBN 978-3-8375-0363-0.
- Global Groove. Art, Dance, Performance & Protest, hg. Museum Folkwang (Ausstellungskatalog Museum Folkwang, Essen), Deutsch und Englisch, München 2021, ISBN 978-3-7774-3789-7.
- Ernst Ludwig Kirchner, Tanz im Varieté, in: Auktionskatalog 550, Ketterer Kunst, München 2024.
- Der Wigman-Komplex. Hans Prinzhorn und der Tanz, in: Sinn und Form, Heft 6, Akademie der Künste Berlin 2024, S. 827–836.
- Nahaufnahme Boris Charmatz, hg. von Marietta Piekenbrock, Berlin 2024, ISBN 978-3-89581-626-0.

## Ausstellungen (Auswahl)
- Therese Giehse 1898–1998. Deutsches Theatermuseum München 1998
- © Oda Sternberg – Theaterfotografie – Dieter Dorn. Literaturhaus München in Zusammenarbeit mit dem Kulturreferat der Landeshauptstadt München, 2001.
- „Diese Frau ist ein Besitz“. Dokumente und Fiktionen. Zum 100. Geburtstag von Marieluise Fleißer. Eine Ausstellung des Stadtmuseum Ingolstadt. Adaption: M. Piekenbrock. Literaturhaus München, 2002.
- James Nachtwey. Kriegsfotograf. Bilder von 1990–2003. Eine Ausstellung der Bibliothèque nationale de France Paris. Adaption: M. Piekenbrock. Literaturhaus München, 2003.
- Ich bin der letzte Mohikaner. Joachim Kaiser. Kritiker, Jahrgang 28. In Kooperation mit der Süddeutschen Zeitung, Literaturhaus München, 2003.
- Dichterhandschrift. Literaturarchiv Monacensia. München, 2004.
- Dokument, Monument, Raum. Im Rahmen des Off Mozart Festivals. Universität Salzburg, 2006.
- Harun Farocki, Antje Ehmann: Eine Einstellung zur Arbeit. Museum Folkwang, Essen in Zusammenarbeit mit der Ruhrtriennale, Essen 2014.
- Global Groove. Kunst, Tanz, Performance und Protest. Museum Folkwang, Essen. Kuriert von Marietta Piekenbrock, Brygida Ochaim, Christin Losta und Anna Fricke, Essen 2021.
- Tino Sehgal, im Rahmen von Gigon/Guyer. Kirchner Museum Revisited, Kirchner Museum Davos 2022